# Francisco Galindo Vélez
Francisco Galindo Vélez, de nombre completo Francisco Humberto Galindo Vélez, (San Salvador, 1955) es un diplomático salvadoreño. Es abogado y especializado en protección de desarraigados y derechos humanos. Fue representante del Alto Comisionado de Naciones Unidas para los Refugiados (ACNUR).
Es licenciado en derecho y ciencias políticas y tiene estudios de doctorado por la Universidad de Nueva York y por el Instituto Universitario de Altos Estudios Internacionales de Ginebra. Entre los años 1987 y 2008 fue representante del Alto Comisionado de las Naciones Unidas para los Refugiados (ACNUR) en Francia, Colombia, México, Egipto y Tayikistán, y Representante Regional Adjunto en México, Guatemala, El Salvador, Honduras, Nicaragua, Costa Rica, Panamá, Cuba y Belice.
Entre 2010 y 2015 fue embajador de El Salvador en Francia y hasta 2019 en Colombia, año que con la entrada de Nayib Bukele en la presidencia de El Salvador fue destituido como embajador. En 2020 regresó a Ginebra.
En una primera reunión el 2 de diciembre de 2023 fue elegido como coordinador de la mediación internacional de las negociaciones entre el PSOE y Junts per Catalunya en el marco de la investidura de la XV legislatura española.